# Veronikin rubac
Veronikin rubac (lat. Sudarium) je katolička relikvija. Prema kršćanskoj tradiciji, Isus je obrisao lice u rubac, koji mu je pružila pobožna žena Veronika, za vrijeme Križnog puta.
Sveta Veronika iz Jeruzalema srela je Isusa duž Križnog puta (lat. Via Dolorosa) na putu prema Kalvariji. Kada je zastala obrisati krv i znoj s njegova lica sa svojim rupcem, Isusova slika, odraz njegova lica ostao je utisnut na platnu. 
Događaj je obilježen kao šesta postaja Križnoga puta. Prema nekim verzijama, Veronika je kasnije otputovala u Rim predstaviti rubac rimskom caru Tiberiju. Prema legendi, rubac posjeduje čudesne osobine: gašenja žeđi, liječenja sljepoće, pa ponekad čak i podizanja mrtvih.
Priča nije zabilježena u svom sadašnjem obliku sve do srednjeg vijeka, a zbog toga je vjerojatno povijesna. Ne spominje se u Evanđeljima.
Relikvija se čuva u svetištu u Manoppellu, mjestu u Abruzzu, podno Majelle, nedaleko od Pescare.